# Talas (ville)
Pour les articles homonymes, voir Talas.
Talas (en kirghiz et en russe : Талас) est une ville du Kirghizistan et le centre administratif de la province de Talas. Sa population s'élevait à 34 100 habitants en 2005.

## Géographie
Talas est située au nord-ouest du pays, dans une longue vallée, entre deux imposantes chaînes de montagnes, à 198 km à l'ouest de Bichkek (et 291 km par la route).

### Climat
| Mois                                        | jan.       | fév.      | mars     | avril      | mai       | juin      | jui.      | août      | sep.      | oct.       | nov.       | déc.      | année     |
| ------------------------------------------- | ---------- | --------- | -------- | ---------- | --------- | --------- | --------- | --------- | --------- | ---------- | ---------- | --------- | --------- |
| Température minimale moyenne (°C)           | −9,5       | −7,6      | −1,7     | 3,9        | 8,3       | 12,2      | 13,7      | 12        | 6,9       | 2,1        | −2,8       | −7,5      | 2,5       |
| Température moyenne (°C)                    | −4,2       | −2,4      | 3,7      | 10,1       | 15,2      | 19,5      | 21,3      | 19,8      | 14,7      | 8,8        | 2,5        | −2,5      | 8,9       |
| Température maximale moyenne (°C)           | 2,6        | 4,1       | 10,4     | 17         | 22        | 26,7      | 28,7      | 27,8      | 23,4      | 17,3       | 9,9        | 4,2       | 16,2      |
| Record de froid (°C) date du record         | −31,7 2012 | −35 1951  | −24 1989 | −10,5 2020 | −7,8 1949 | 2,3 1985  | 5,4 2014  | −0,5 1996 | −3,6 1993 | −13,4 1982 | −32,2 1954 | −30 1974  | −35 1951  |
| Record de chaleur (°C) date du record       | 18,8 2021  | 24,6 2016 | 28 2010  | 34 1988    | 34,7 2018 | 37,2 1953 | 40,1 1983 | 37,5 1997 | 36,1 2009 | 32,4 2002  | 28,2 2017  | 20,3 1998 | 40,1 1983 |
| Précipitations (mm)                         | 15         | 20        | 33       | 55         | 47        | 32        | 16        | 12        | 14        | 23         | 27         | 19        | 313       |
| Record de pluie en 24 h (mm) date du record | 15 2010    | 21 1941   | 26 2000  | 48 1947    | 39 2005   | 38 1987   | 35 2003   | 31 1954   | 24 1996   | 34 1957    | 24 1965    | 19 1955   | 48 1947   |
| Nombre de jours avec précipitations         | 4,4        | 4,6       | 7,3      | 8          | 8,1       | 5,2       | 4,1       | 1,8       | 2,5       | 5          | 5          | 4         | 60        |
| Humidité relative (%)                       | 67         | 70        | 72       | 66         | 60        | 55        | 51        | 50        | 51        | 58         | 66         | 67        | 61        |

| Diagramme climatique                                  |           |            |         |         |            |            |        |           |           |           |           |
| J                                                     | F         | M          | A       | M       | J          | J          | A      | S         | O         | N         | D         |
| 2,6−9,515                                             | 4,1−7,620 | 10,4−1,733 | 173,955 | 228,347 | 26,712,232 | 28,713,716 | 27,812 | 23,46,914 | 17,32,123 | 9,9−2,827 | 4,2−7,519 |
| Moyennes : • Temp. maxi et mini °C • Précipitation mm |           |            |         |         |            |            |        |           |           |           |           |

## Histoire
Talas a été fondée en 1877 par des colons russes et ukrainiens, dans la partie centrale de la vallée de Talas, sur la rive gauche de la rivière Talas.

## Population
Recensements (*) ou estimations de la population  :
| 1959*  | 1970*  | 1979*  | 1989*  |
| ------ | ------ | ------ | ------ |
| 13 529 | 20 086 | 22 958 | 30 520 |

| 1999*  | 2009*  | 2013   | - |
| ------ | ------ | ------ | - |
| 32 638 | 32 886 | 34 100 | - |

## Tourisme
Traditionnellement, son économie s'orientait vers la ville antique de Taraz (autrefois nommée Talas et Dzhambul), dans l'actuel Kazakhstan. Après la dislocation de l'Union soviétique, la vallée de Talas souffrit sévèrement du contrôle strict et des taxes douanières du Kazakhstan étant donné que les communications et les relations commerciales sont désormais limitées par les montagnes. La seule route vers Bichkek et le reste du pays s'élève à une altitude de plus de 3 500 m, avant de descendre vers la vallée de Tchouï et la ville de Bichkek.